# Campos del Pelennor
Los Campos del Pelennor (Pelennor Fields en el original inglés), o simplemente el Pelennor («Tierra cercada» en sindarin) son un lugar ficticio del universo imaginario creado por el escritor británico J. R. R. Tolkien, que aparece en su novela El Señor de los Anillos. Eran una fértil campiña que se extendía al este de la ciudad de Minas Tirith, en el reino de Gondor. Estaban cruzados por caminos y salpicados de granjas que abastecían a la ciudad. Estos campos estaban rodeados por una gran muralla llamada Rammas Echor, cerca que originó el nombre pelennor. 

## Historia
El 15 de marzo de 3019 de la Tercera Edad (cerca del término de ésta), los Campos del Pelennor fueron el escenario de la mayor batalla de la Guerra del Anillo y de esa Edad, entre los ejércitos de Sauron y las fuerzas de Gondor y Rohan.